# Pascale Ehrenfreund
Pascale Ehrenfreund   (Viena, 31 de març de 1960) és una astrobióloga de nacionalitat austríaca. Va ser professora d'astrobiologia en la Universitat d'Amsterdam i la Universitat de Leiden entre l'any 2003 i 2005 i presidenta del "Fons per a la ciència d'Àustria" (Fonds zur Förderung der wissenschaftlichen Forschung (FWF) en alemany) des de 2013 fins que va ser nomenada CEO del Centre Aeroespacial Alemany en 2015. És la primera dona en ocupar aquest càrrec en un institut de recerca a Alemanya.

## Biografia
El 1983 inicia els seus estudis en Astronomia i Biologia en la Universitat de Viena. Va continuar els seus estudis en Biologia molecular en l'Institut de Biologia Molecular de Salzburg, part de l'Acadèmia Austríaca de Ciències, graduant-se en 1988 amb el treball "Purificació i caracterització d'una aminopeptidasa procedent de Streptomyces plicatus"  i en la Universitat de París 8, on en 1990 va rebre el seu doctorat en Astrofísica gràcies a la seva tesi  "Estudis espectroscòpics visible i infraroig d'hidrocarburs aromàtics policíclics i altres clústers de carboni". Després va realitzar el post doctorat en l'Observatori de Leiden com a membre de l'Agència Espacial Europea (AQUESTA) i del Centre Nacional d'Estudis Espacials (CNES), aconseguint una beca Marie Curie. En 1996 accepta una beca per part de l'Acadèmia Austríaca de Ciències per a començar la seva recerca en "Pols còsmica", finalitzant amb la seva tesi d'habilitació en 1999.

## Honors i membresies

### Premis
- 2011 - NASA Group Achievement Award for the O/OREJOS satellite mission
- 2001 - Premi d'astronomia Pastoor-Schmeits
- 2001 - New Impulse Grand, Govern dels Països Baixos
- 1999 - Asteroide (9826) Ehrenfreund 2114 T-3
- 1996 - Premi APART, Acadèmia Austríaca de Ciències[6]

### Acadèmies i Comitès
- 2016 - Vicecanceller, International Space University
- 2015 - Vicepresident, Associació Helmholtz (Aeronautics-Space-Transportation)
- 2015 - Junta Directiva, University Space Research Association USRA, Region III
- 2014 - Membre, International Institute of Space Law IISL
- 2012 - Membre, NRC Committee on Astrobiology and Planetary Science CAPS
- 2010 - President, Committee on Space Research COSPAR Panell on Exploration PEX